# Courtney Taylor Burness
Courtney Taylor Burness (* 8. Oktober 1995 in La Jolla, Kalifornien) ist eine US-amerikanische Schauspielerin.

## Leben und Karriere
Zu ihrer Schauspielkarriere kam die 1995 in La Jolla geborene Burness im Alter von etwa zwei Jahren durch ihren Großvater, der in seiner Kindheit selbst als Schauspieler agiert hatte. Nachdem ihre Familie anfangs in Pennsylvania lebte, zog Courtney Taylor Burness noch in jungen Jahren mit ihrer Familie nach New York City. Burness wurde von freiberuflichen Agenten vertreten. Im Alter von 7 Jahren folgten ihre ersten Engagements in Film und Fernsehen, wobei sie im Thriller Ohne jeden Ausweg ihre erste Rolle in einer namhaften Produktion hatte. Zuvor war sie allerdings bereits ab 2000 bei verschiedenen Episoden von Blue’s Clues – Blau und schlau, wo sie es bis 2004 auf Einsätze in insgesamt neun Folgen brachte. Einen weiteren Auftritt hatte Burness 2003 in einer Folge der Late Show with David Letterman, ehe sie in den Jahren 2005 und 2006 zu ihrem eigentlichen Durchbruch kam, als sie in zahlreichen international bekannten Fernsehserien und Filmen eingesetzt wurde. So stand sie 2005 in jeweils einer Episode von Law & Order: Special Victims Unit und Jimmy Kimmel Live! vor der Kamera und agierte zudem im Pilotfilm Deal, der allerdings nicht in einer späteren Serie endete, sondern eine weitere Produktion nach der Erstellung des Pilots eingestellt wurde. Ebenfalls 2005 war Burness in der Satire Thank You for Smoking, sowie im Psychothriller Weiblich, ledig, jung … 2, einer Neuauflage des Films von 1992. Ein besonderes Jahr war für Courtney Taylor Burness 2006, als sie in drei verschiedenen Fernsehserien und fünf weiteren Filmen mitwirkte. Während ihrer Gastrollen in Cuts, Still Standing und den Gilmore Girls hatte sie kleinere Auftritte in den Filmen Jesus, Mary and Joey oder Blue’s Biggest Stories. Neben ihrem Engagement im Kurzfilm Billy Schulz spielte sie in Fell – Eine Liebesgeschichte die jüngere Version von Diane Arbus (gespielt von Nicole Kidman) und hatte Sprechrollen im Western Seraphim Falls und im Videospiel Thrillville. In den Folgejahren wurde es wiederum weitgehend ruhig um die junge Nachwuchsschauspielerin, die nur mehr in wenigen jedoch international bekannten Produktionen eingesetzt wurde. So hatte sie eine wichtige Nebenrolle in Die Vorahnung inne, wo sie zusammen mit Shyann McClure das fiktive Tochterpaar von Sandra Bullock und Julian McMahon darstellte. Für diese Rolle wurde das Nachwuchstalent bei den Young Artist Awards 2008 für einen Young Artist Award in der Kategorie „Best Performance in a Feature Film – Supporting Young Actress“ nominiert, musste sich aber gegen Jasmine Jessica Anthony geschlagen geben, die für ihre Rolle im Film Zimmer 1408 nominiert wurde. Des Weiteren sah man sie in der Rolle der Tabitha in zwei verschiedenen Episoden von Immer wieder Jim (2007 und 2008). Nach einem Einsatz im 2009 veröffentlichten Kurzfilm Protection hatte sie 2011 einen Auftritt in einer Episode von Melissa & Joey sowie 2012 in einer Folge von iCarly. Im ebenfalls für 2012 angesetzten Film Liberty soll Burness vertreten sein.

## Filmografie (Auswahl)
Filmauftritte (auch Kurzauftritte)
- 2002: Ohne jeden Ausweg (Emmett's Mark)
- 2003: Das Tagebuch der Ellen Rimbauer (The Diary of Ellen Rimbauer)
- 2005: Deal (Pilotfilm)
- 2005: Thank You for Smoking
- 2005: Weiblich, ledig, jung … 2 (Single White Female 2: The Psycho)
- 2006: Billy Schulz (Kurzfilm)
- 2006: Jesus, Mary and Joey
- 2006: Blue’s Biggest Stories (→ Sprechrolle)
- 2006: Fell – Eine Liebesgeschichte (Fur: An Imaginary Portrait of Diane Arbus )
- 2006: Seraphim Falls (→ Sprechrolle)
- 2007: Die Vorahnung (Premonition)
- 2009: Protection (Kurzfilm)

Serienauftritte (auch Gast- und Kurzauftritte)
- 2000–2004: Blue’s Clues – Blau und schlau (Blue's Clues) (9 Episoden; → Sprechrollen)
- 2003: Late Show with David Letterman (1 Episode)
- 2005: Law & Order: Special Victims Unit (1 Episode)
- 2005: Jimmy Kimmel Live! (1 Episode)
- 2006: Cuts (1 Episode)
- 2006: Still Standing (1 Episode)
- 2006: Gilmore Girls (1 Episode)
- 2007+2008: Immer wieder Jim (According to Jim) (2 Episoden)
- 2011: Melissa & Joey (1 Episode)
- 2012: iCarly (1 Episode)
- 2019: Euphoria (1 Episode)
- 2019: The Politician (1 Episode)

Videospiele
- 2006: Thrillville (→ Sprechrolle)

## Nominierungen
- 2008: Young Artist Award in der Kategorie „Best Performance in a Feature Film – Supporting Young Actress“ für ihr Engagement in Die Vorahnung[2]